# Третья Архипелагская экспедиция
Третья Архипелагская экспедиция — поход отряда кораблей российского Военно-морского флота в составе союзной русско-франко-британской эскадры в Средиземное море в 1827—1829 годах.

## Причина
Была предпринята для содействия Греческому национально-освободительному восстанию 1821—1832 годов. Правящие круги России стремились использовать его для ослабления своего старинного врага — Османской империи. Уже с сентября 1826 по июнь 1827 года в Средиземном море вёл крейсерство и рекогносцировку для будущих действий эскадры отряд из линейного корабля «Царь Константин» и фрегата «Елена» под командованием контр-адмирала Ф. Ф. Беллинсгаузена.

## Ход событий
Для выполнения Лондонской конвенции от 24 июня 1827 года в Портсмут вышла эскадра (9 линейных кораблей, 7 фрегатов). Из её состава 8 августа 1827 года в Средиземное море был направлен отряд кораблей под командованием контр-адмирала Л. П. Гейдена в составе 4-х линейных кораблей, 4-х фрегатов и одного корвета, соединившаяся у острова Закинф с находившейся там британской эскадрой под командованием вице-адмирала Э. Кодрингтона (3 линейных корабля, 4 фрегата, 2 брига, 2 корвета), который стал командующим объединёнными силами союзников, и французской эскадрой под командованием контр-адмирала А. де Риньи (3 линейных корабля, 2 фрегата, 2 корвета).
Российский отряд кораблей, по соглашению с Великобританией и Францией, соединился с союзными отрядами в единую эскадру «с целью заставить Турцию прекратить военные действия против восставшей Греции».
При этом, согласно современному британскому историку Д. Дакину, адмиралы союзных эскадр получили письменную инструкцию, что «Державы» ставили своей целью достижение перемирия, их флоты не будут принимать участия в военных действиях, и только по необходимости будут блокировать доставку османами военного снабжения из Египта и через Дарданеллы, стараясь при этом избегать столкновений. Как заявлял британский премьер-министр Дж. Кэннинг, согласованной союзниками политикой было «мирное вмешательство, усиленное мирной демонстрацией силы»:93.

### Наваринское сражение
5 октября союзники предъявили османскому командованию требование прекратить боевые действия против греков, которое было отвергнуто. Корабли союзников в Наваринском сражении 8 октября 1827 года разгромили турецко-египетский флот под командованием Ибрагим-паши — 88 кораблей (в том числе 3 линейных корабля, 17 фрегатов, 28 бригов, 30 корветов, 5 шхун, 5 брандеров).

### После Наварина
Британское правительство, опасаясь роста влияния России на Балканах, стало уклоняться от выполнения своих обязательств по Лондонской конвенции, что способствовало началу русско-турецкой войны 1828—1829 годов, в ходе которой российская эскадра блокировала пролив Дарданеллы, препятствуя турецкому торговому судоходству.